# Tisbe alaskensis
Tisbe alaskensis is een eenoogkreeftjessoort uit de familie van de Tisbidae. De wetenschappelijke naam van de soort is voor het eerst geldig gepubliceerd in 2011 door Chullasorn, Dahms, Lee, Ki, Schizas, Kangtia, Park & Lee.